# Synidotea setifer
Synidotea setifer is een pissebed uit de familie Idoteidae. De wetenschappelijke naam van de soort is voor het eerst geldig gepubliceerd in 1914 door Keppel Harcourt Barnard.